# Simone Alessio
Simone Prince Alessio (* 14. April 2000 in Livorno) ist ein italienischer Taekwondoin. Er startet in der Gewichtsklasse bis 80 Kilogramm.

## Erfolge
Simone Alessio wurde im Alter von 19 Jahren in Manchester gleich bei seiner ersten internationalen Podestplatzierung bei den Erwachsenen Weltmeister in der Gewichtsklasse bis 74 Kilogramm. Anschließend wechselte er in die nächsthöhere Gewichtsklasse, in der er 2021 in Sofia die Bronzemedaille bei den Europameisterschaften gewann. Kurz darauf siegte er beim Qualifikationswettkampf für die 2021 ausgetragenen Olympischen Spielen 2020 in Tokio. Alessio gewann seinen Auftaktkampf, schied dann aber im anschließenden Viertelfinale gegen Seif Eissa aus Ägypten mit 5:6 aus. Es folgten Titelgewinne bei den Europameisterschaften 2022 in Manchester, wo er im Finale den Dänen Edi Hrnic bezwang, und bei den Weltmeisterschaften 2023 in Baku, bei denen er sich im Finalkampf gegen Carl Nickolas aus den Vereinigten Staaten durchsetzte.
Bei den Olympischen Spielen 2024 in Paris erreichte er in seiner Konkurrenz nach einem Auftaktsieg das Viertelfinale, in dem er Mehran Barkhordari aus dem Iran mit 1:2 unterlag. Da Barkhordari im weiteren Verlauf das Finale erreichte, zog Alessio in die Hoffnungsrunde ein. Gegen Jasurbek Jaysunov aus Usbekistan gewann er daraufhin ebenso mit 2:0 wie im abschließenden Kampf um Bronze gegen Carl Nickolas, womit er sich den Medaillengewinn sicherte.